# Liste der Kulturdenkmäler in Oberstadtfeld
In der Liste der Kulturdenkmäler in Oberstadtfeld sind alle Kulturdenkmäler der rheinland-pfälzischen Ortsgemeinde Oberstadtfeld aufgeführt. Grundlage ist die Denkmalliste des Landes Rheinland-Pfalz (Stand: 17. Juli 2023).

## Einzeldenkmäler
| Bezeichnung                           | Lage                         | Baujahr      | Beschreibung                                                                                            | Bild                           |
| ------------------------------------- | ---------------------------- | ------------ | --- | ------------------------------ |
| Wohnhaus                              | Hauptstraße 30 Lage          | 1812         | eingeschossiges Fachwerkhaus mit Kniestock, teilweise massiv, bezeichnet 1812 (?), teilweise wohl älter | BW                             |
| Schulhaus                             | Hauptstraße 34 Lage          | 1807         | ehemalige Schule; Putzbau, bezeichnet 1807                                                              | Fotos hochladen                |
| Katholische Filialkirche St. Brigitta | Hauptstraße 36 Lage          | 1837         | klassizistischer Saalbau, 1837, spätgotischer Westturm, um 1500                                         | weitere Bilder Fotos hochladen |
| Kirchhofskreuz                        | Hauptstraße, bei Nr. 36 Lage | 1726         | Kirchhofskreuz, Sandstein, bezeichnet 1726 und 1877                                                     | Fotos hochladen                |
| Kriegerdenkmal                        | Hauptstraße, vor Nr. 36 Lage | 1920er Jahre | Kriegerdenkmal 1914/18, nach 1945 ergänzt                                                               | Fotos hochladen                |
| Wohnhaus                              | Hauptstraße 42 Lage          | 1801         | Wohnhaushälfte, bezeichnet 1801, Wirtschaftsgebäude, Bruchstein, bezeichnet 1897                        | BW                             |